# Karyadadi
Karyadadi is een bestuurslaag in het regentschap Musi Rawas van de provincie Zuid-Sumatra, Indonesië. Karyadadi telt 1201 inwoners (volkstelling 2010).